# 趙延慶 (藝人)
趙延慶（1980年8月10日—），藝名及暱稱小香，台灣Channel V綜藝節目主持人，由「傳奇總監」張世明發掘，曾在《模范棒棒堂》節目中表示於2003年起長期與Channel V簽約，任該台部分節目主持，如在《模范棒棒堂》副堂主、《美眉普普風》VJ等。因其外貌、聲線均酷似周倫，因此有「小周杰倫」之稱。曾與丫頭、Apple和Albee傳出緋聞，也經常在節目中被大家揶揄。
其節目主持作風多以搞笑、搞氣氛為主，常奚落節目其他成員或來賓以製造氣氛，有時候也會主動談起惹人敏感的話題，不過大部分都是在觀眾能接受的範圍以內，不適合播出的部分也會被製作單位剪去，甚少被投訴；也因為他這般作風，也常被揶揄「好色」，但大部分也是節目效果。
目前小香已淡出演藝圈，男裝品牌Mischief，擔任品牌執行長。
2013年1月，小香與交往3個多月的名媛朱曉蓓（後改名朱愷葳）閃婚，朱曉蓓並於6月早產誕下兒子。然而2013年8月，朱曉蓓在臉書宣告感情關係終結，倆人結束僅7個月的婚姻。
2015年10月，小香與事業合夥人Jessica再婚，好友紀文惠一家與楊祐寧皆有出席祝賀。

## 作品

### 節目主持
- Channel V
  - 《我愛黑澀會》－助教（助理主持，2006年至2008年9月12日）
  - 第一屆《模范棒棒堂》－助教（助理主持，2006年8月17日至2008年8月29日，9月1日至10月）
  - 第二屆、第三屆《模范棒棒堂》－副堂主（主持，2008年10月～2009年7月30日）
  - 《美眉普普風》－主持
  - 《流行In House》－時尚特派員
  - 《娛樂NP3》－主持

### 戲劇
- 民視、衛視中文台 《黑糖瑪奇朵》 （2007年）
  - 飾演 體育老師－小香

### MV
- 2003年蔡依林《說愛你》
- 2002年萬芳《相愛的運氣》
- 2003年林曉培《有生之年》&《看不見聽不見》
- 2004年戴佩妮《防空洞》
- 2005年Sweety《彩虹眼淚》
- 2005年張棟樑《寂寞邊界》
- 2011年薛之謙《伏筆》

## 參閱
- 我愛黑澀會
- 模范棒棒堂

## 外部連結
- 趙小香nickchao的新浪微博